# Ronny Scholz
Ronny Scholz (Forst, 24 april 1978) is een Duits voormalig wielrenner. Hij reed vanaf 2001 acht seizoenen bij de ploeg Gerolsteiner, en in 2009 een seizoen bij Team Milram. Na 2009 zette hij een punt achter zijn wielerloopbaan.

## Belangrijkste overwinningen
2002
- Eindklassement Ronde van Rijnland-Palts
- 2e etappe Ronde van Nedersaksen

2003
- 2e etappe deel B Regio Tour

2005
- Ronde van Neurenberg

## Resultaten in voornaamste wedstrijden
| Jaar | Ronde van Italië | Ronde van Frankrijk | Ronde van Spanje |
| ---- | ---------------- | ------------------- | ---------------- |
| 2002 |                  |                     |                  |
| 2003 | opgave           |                     |                  |
| 2004 |                  | 53e                 |                  |
| 2005 |                  | 91e                 |                  |
| 2006 | opgave           | 95e                 |                  |
| 2007 |                  | 81e                 |                  |
| 2008 |                  | 93e                 |                  |
| 2009 | opgave           |                     |                  |

| Jaar | Milaan-San Remo | Amstel Gold Race | Luik-Bast.‑Luik | Ronde van Lombardije |  | Wereldranglijsten |
| ---- | --------------- | ---------------- | --------------- | -------------------- |  | ----------------- |
| 2002 | 157e            |                  |                 |                      |  |                   |
| 2003 |                 | 59e              |                 |                      |  |                   |
| 2004 |                 |                  |                 |                      |  |                   |
| 2005 |                 |                  |                 |                      |  |                   |
| 2006 |                 |                  |                 |                      |  | 178e (UPT)        |
| 2007 |                 |                  |                 | 14e                  |  |                   |
| 2008 |                 | 121e             | 109e            |                      |  |                   |
| 2009 |                 |                  |                 |                      |  |                   |